# 祈祷師

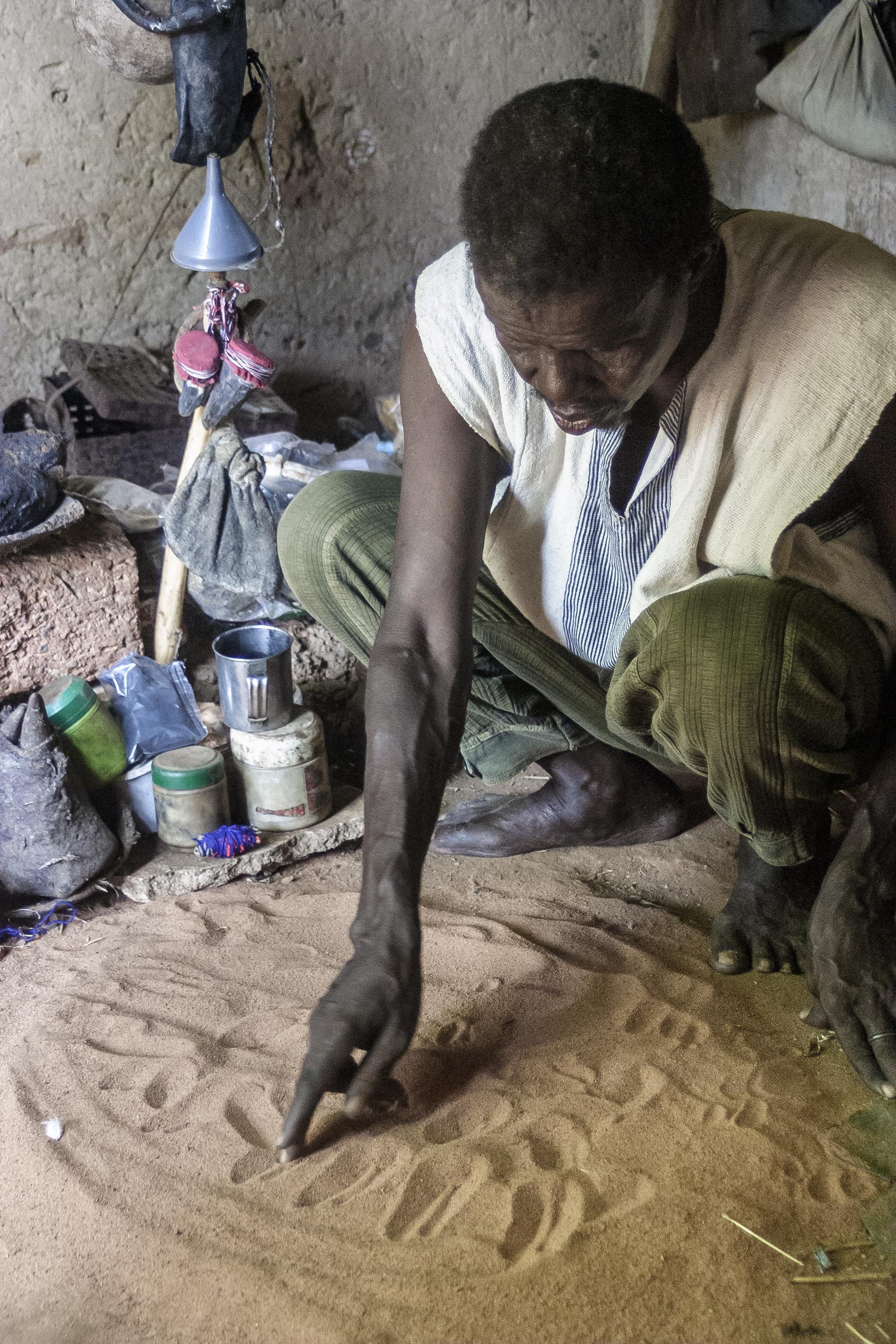
ブルキナファソで、砂を使用する祈祷師

祈祷師（きとうし）とは、原始宗教やシャーマニズム・アニミズムといわれるものに基づき、人類が基本的な社会構造である集団を持ったときから発生したといわれ、その祈祷を行う集団の長や主要な人物をさし、シャーマンとも呼ばれる。

## 概要
祈祷師は、現在でもアジア・アフリカ・南北アメリカや日本を始め先進国でもみられ、五穀豊穣、大漁追福、天候、個人の吉凶を占う事や、「払い清め」や呪術まで行う。インディオやネイティブアメリカン・ニューギニア・東南アジアの先住民の部族長・チーフと呼ばれる人々の多くは祈祷師であると同時に、野草や薬草による民間医療を行う呪術医であることも多い。またブードゥー教などのように祈祷の道具を持つ場合も多く、日本やギリシャや東南アジアでは弓矢などが霊力を持つと考えられ祈祷の道具として用いられた。
祈祷師と呼称されることはなくとも、祈祷は具体的な願いを信仰の力によって祈り、具現化しようとすることであり、それらを行えば祈祷師といえる。そういった意味では、キリスト教の悪魔払いをはじめ多くの宗教で祈祷師と同様な行いをするものは少なくない。
祈祷師は前近代的でいかがわしいものと考えられているが、発展途上国のまだ自然が多く残る地域においては、その薬草の知識から祈祷師が世界各国の製薬会社と契約をして、新薬発見に貢献している。

## 呼称
- シャーマン - シャーマニズムが提唱された時に、東南アジアなどの海洋系モンゴロイドといわれる古モンゴロイドの文化圏の祈祷師とその風俗習慣と、その他ユーラシア大陸や南北アメリカ大陸の大陸系モンゴロイドいわゆる新モンゴロイドの文化圏の祈祷師とその風俗習慣に大別された。
- 道士 - 道教の僧侶
  - 風水師
- 呪術医

満州
- サマン（saman,ᠰᠠᠮᠠᠨ）

朝鮮
- ムーダン（巫堂、무당）

日本
- 巫（かんなぎ） - 神の依り代となって神が宿るまたは、憑依することによって祈祷や占いをするものの総称。
  - 神職・神主
    - 陰陽師
    - 修験者

  - 巫女
    - ユタ
    - 梓巫女 - 梓弓といわれる小弓の鳴弦よって、祓い清めから占い口寄せまで行い、小さな葛に小弓を入れ渡り歩いていた。
    - 渡り巫女 - 祭礼や吉日・縁日の行われる土地や、市が立つ場所を巡って旅回りをしながら、祓い清めから吉凶を占を行い、また穢れを落とすとして、時には依頼者と閨までともにした。
      - 口寄せ
        - イタコ

      - 拝み屋

イングランド
- カニングフォーク - 地域社会において祈祷師、占い師、呪術医を兼務していた。

## 日本

### 歴史
いわゆる巫女と呼ばれる人々は祈祷師でもある。アイヌから日本本土や沖縄地方まで、初期の社会では巫女が祈祷をおこなっていた。卑弥呼などはその代表的存在であり、古神道から始まり、時代と共に消えた渡り巫女や現在の神道の神社の巫女や「口寄せ」としての梓巫女として続いている。アイヌとして純粋な人々は少数となってしまったので巫女やその文化は伝承されていないが沖縄地方では巫女はユタとして現存している。
原始仏教といわれる本来のインドで発生した仏教には、祈祷という思想はなかったが、その後密教の成立により、日本では特に真言宗を中心に祈祷行為が盛行するようになった。
奈良時代から平安時代にかけ中国大陸から道教が伝わり、陰陽五行や八卦による思想と、風水や「気」などの概念や方法論とあいまって、よりいっそう祈祷や祈祷師の隆盛があり、やがて学問として集大成されたものが陰陽道である。陰陽道を取り仕切り祈祷の実施に当たる行政官庁陰陽寮が設置され、長官である陰陽頭以下多くの陰陽師たちが天皇・皇族・貴族のために祈祷を行った。中世にいたって陰陽道はますます盛行し、朝廷だけでなく幕府にも仕えるようになった。
神事と呼ばれる行為のほとんどが祈祷であり、神楽や祭りも五穀豊穣や無病息災などを占い祈願するものである、現在も日本各地の神社で年始には、弓矢の神事として「鹿討の神事」や「祭り弓・祭り矢」から、古神道の儀式そのままの「亀甲占い」などが神職や神主や福男により行われている。

### 業態
顧客の依頼に応じて、お祓いやまじないをしたり、祈願のために祈りを捧げたりすることを仕事とする民間信仰上の専門家である。これらの祈禱行為は、神職・僧侶などにより行われることもあるが、それらの宗教に所属していない民間の専門家が「祈禱師」あるいは「拝み屋」を称することが多い。ただし、教え神道系の教会分室などを運営している人もいる。俗に「神さん」と呼ばれることもあるが、自称しない。また普段は占い師として活動している人もある。
多くは神社・寺院などに以前所属していたか、その方面の教育・訓練を受けた人もいるが、祈禱師の弟子として長く勤め、その引退または死去後に跡を継いだり、独立したりしたケースもまた多い。霊能者や霊感が論議されるが、そもそも霊の存在が現在のところ実証されていない。霊能と祈禱は別のものであり、祈祷は縁起や厄払いや厄落としや、おみくじの吉凶と同じであり、信仰や風俗習慣といった文化であるので「霊能うんぬん」で祈祷ができない訳でもない。本質として大事なことは、神聖な儀式として特に潔斎をきちんとすること、精神状態をできるだけ穏やかに保つこと、儀式の手順を遵守することが大事である。
祈禱の方法は様々であるが、神道・仏教・道教などの祈禱の手順に準拠する人は多い。仏教では密教系・法華教系・浄土真宗系などがある。神職や僧侶に準じる服装をしている人もいるが、普段着の祈祷師もまた多い。

## 関連事項
- シャーマニズム
- アニミズム
- 霊媒
- 霊能力
- 祈祷
  - 陰陽五行
  - 占い
  - 呪術